# Mustafa Ismail

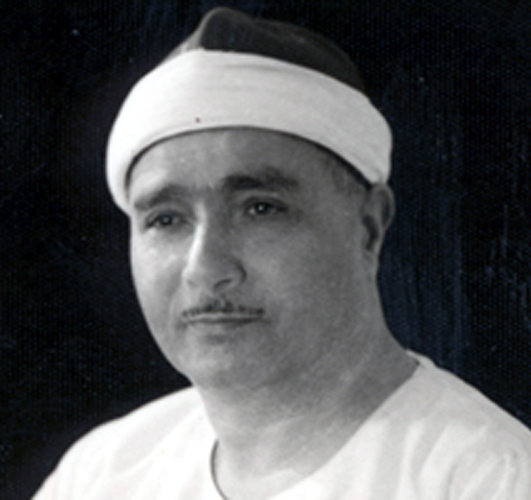
Mustafa Ismail

Mustafa Ismail (arabisch مصطفى إسماعيل, DMG Muṣṭafā Ismāʿīl; * 17. Juni 1905 in Mit Ghazal, Ägypten; † 12. Dezember 1978 in Alexandria, Ägypten) war ein ägyptischer Koranrezitator.

## Leben
Mustafa Ismail wurde am 17. Juni 1905 in Mit Ghazal, einem kleinen Dorf in der Nähe von Tanta im Gouvernement al-Gharbiyya nördlich von Kairo geboren. Mustafa Ismail lernte im Alter von zwölf Jahren den Koran in seinem Dorf auswendig und trat dann in die al-Ahmadi-Moschee in Tanta ein, um die Wissenschaften des Koranlesens und des Tadschwid zu erlernen. Der Scheich Muhammad Rifat hatte ihm eine sehr gute Zukunft vorausgesagt, nachdem er seine Tilawat und Lesemethoden gehört hatte. Ab seinem 15. Lebensjahr erhielt er am al-Azhar-Institut in Tanta eine Ausbildung in Koranwissenschaften. Mustafa Ismail wurde 1930 in allen Teilen des Gouvernements al-Gharbiyya und den benachbarten Gouvernements sowie im gesamten Nildelta bekannt. Einer seiner Freunde riet ihm, nach Kairo zu gehen, wo er eingeladen wurde, eine Koranrezitation zu halten, wodurch er sehr bekannt wurde. Im Jahr 1944 erlangte er als Rezitator von König Faruq und Koranleser im Königspalast in verschiedenen arabischen und muslimischen Ländern Berühmtheit. Er ließ sich von Muhammad Rifat und Abd al-Fattah asch-Schaschai inspirieren und war ein Bewunderer von ihnen. Bis zu seinem Tod war er der offizielle Rezitator der al-Azhar-Moschee in Kairo. Am Freitag, den 12. Dezember 1978 verstarb Mustafa Ismail.

## Stil
Mustafa Ismail hatte einen besonderen Stil, der für seine Musikalität bekannt war. Es wurde gesagt, dass das, was er für den Koran getan hat, dasselbe ist, was Umm Kulthum für die arabischen Lieder getan hat. Es wurde auch gesagt, dass seine Stimme einige Minuten brauchte, um sich aufzuwärmen.